# فرانک تونس

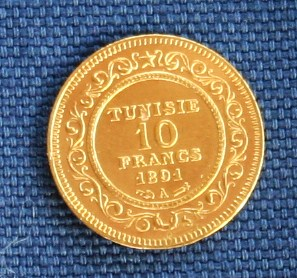
سکه ۱۰ فرانکی سال ۱۸۹۱

فرانک (فرانسوی: franc) یکای پول کشور تونس بین سال‌های ۱۸۹۱ و ۱۹۵۸ بود. به ۱۰۰ سانتیم (صنتیم) تقسیم می‌شد و معادل فرانک فرانسه بود.

## تاریخ
فرانک در سال ۱۸۹۱ با نرخ (۱ ریال = ۶۰ سانتیم) جایگزین ریال تونس شد. فرانک از سکه و اسکناس تشکیل می‌شد و و مخصوص تونس منتشر می‌شد، هرچند که اسکناس‌های اولیه تولید الجزایر بود که مهر «تونس» خورده بود. دینار در سال ۱۹۵۸ با نرخ (۱۰۰۰ فرانک = ۱ دینار) جایگزین فرانک شد.